# Joan Agajanian Quinn
Joan Agajanian Quinn (1936) es una periodista, presentadora de televisión, editora de prensa, coleccionista y curadora de arte estadounidense que ha sido musa de más de 200 artistas, desde principiantes hasta artistas consolidados de la talla de Jean-Michel Basquiat, David Hockney, Antonio López, Helmut Newton o Andy Warhol.

## Primeros años
Joan Agajanian Quinn nació en Long Beach en 1936 y es la hija mayor de cuatro hermanos de Joshua Christopher Agajanian, afamado promotor de coches de carreras armenio-estadounidense, y Hazel Faye, ama de casa. Creció en Los Ángeles y estudió Educación en la Universidad del Sur de California.

## Mecenazgo
La introducción de Quinn al mundo del arte se produjo en el colegio a través de su compañera Dora De Larios, que más tarde se convertiría en una ceramista de renombre. En el instituto conoció a Billy Al Bengston, quien también se consagraría como artista pop, cuando ambos trabajaban en los grandes almacenes Desmond, y mientras estudiaba en la Universidad del Sur de California comenzó a apoyar y entablar relación con estudiantes de arte, entre ellos el pintor David Novros y el escultor Ken Price.
Joan Quinn empezó a coleccionar arte de forma más seria después de casarse en 1961 con su marido, el abogado Jack Quinn. Los Quinn solían organizar fiestas en su casa de Los Ángeles para conectar artistas con vendedores de arte y abogados que pudieran comprar sus obras, y Jack les prestaba asesoriamiento en cuestiones legales y contractuales. Su relación con los artistas iba más allá del mecenazgo: la drag queen Divine se alojaba en la casa de los Quinn y cuidaba de sus hijas, el escultor Robert Graham fue padrino de las gemelas, y como ellas mismas recuerdan "cada domingo iban a misa con Andy Warhol, Duggie Fields o Andrew Logan".
En los años 80 empezó a comisariar exposiciones de arte para amigos, como las de los diseñadores de moda Zandra Rhodes e Issey Miyake en 1981 y 1983, respectivamente.
Quinn ha sido retratada en más de 300 ocasiones por más de 200 artistas, entre ellos Antonio López, David Hockney, Jean-Michel Basquiat, Helmut Newton, Ed Ruscha, George Hurrell, Dora De Larios, Robert Mapplethorpe, Larry Bell, Frank Gehry, Ed Moses, Billy Al Bengston, Anthony Donaldson, Ted Allen, Rupert Jasen Smith, Andy Warhol, Tony Berlant, Richard Bernstein, Charles Arnoldi, Don Bachardy, Duggie Fields, Laddie John Dill, Elsa Flores, Luciana Martinez de la Rosa, Patrick Demarchelier, Ian Falconer, Lynda Benglis, Shepard Fairey, Robert Graham, Beatrice Wood, Matthew Rolston, Artur Tress, Allen Ruppersberg, Peter Alexander, Kenneth Price,Claire Falkenstein, Dahlia Elsayed, Peter Carapetian, Magú, Srboohie Abajian, Jim Ganzer, James Hayward, John Altoon, Joe Fay, George Herms, Stephen Verona, Rupert Smith, Milton Greene, Kristina Hagman y Joe Goode.

## Carrera profesional

### Prensa
Quinn ha ejercido como editora y colaboradora regular en más de 20 publicaciones. En 1978 se convirtió en la editora de la Costa Oeste de la revista Interview de Andy Warhol, un puesto que mantuvo hasta 1989 después de la muerte del artista. También fue redactora de la Costa Oeste en Vogue París (hoy Vogue Francia) entre 1983 y 1987 y corresponsal fundadora de la Costa Oeste de Condé Nast Traveller entre 1987 y 1990. Igualmente ejerció como editora de sociedad de Los Angeles Hearld Examiner de Hearst entre 1988 y 1990.

### Televisión
En 1990 copresentó Westcoasting junto con la modelo Corine Entratter Sidney, en 1991 creó Joan Quinn ETC y desde 1993 presentó The Joan Quinn Profiles, donde entrevistó a multitud de artistas, desde actores y directores hasta diseñadores y arquitectos, a lo largo de más de 400 entregas de media hora emitidas en televisión por cable local. En 2015 comenzó a colaborar en el talk show Beverly Hills View.

### Organismos culturales
Desde 1981 hasta 1997 fue miembro del Consejo de Artes de California, siendo así la más longeva. Además estuvo involucrada en la Comisión de Artes de Beverly Hills entre 1986 y 1996 y en la Comisión Arquitectónica de Beverly Hills entre 1997 y 2001.

## Vida personal
Joan Quinn conoció a su marido, el abogado Jack Quinn, cuando ambos estudiaban en la USC en los años 50, y estuvo casada con él desde 1961 hasta su fallecimiento en 2017. Fruto de su matrimonio tiene dos hijas gemelas, Amanda Quinn Olivar y Jennifer Quinn Gowey. En 2017 recibió la Medalla de Honor Ellis Island y al año siguiente fue honrada por la Asociación Armenia Internacional de Mujeres por su servicio público y comunitario y su apoyo a artistas durante más de 50 años.